# Puszcza Niepołomice
Miejski Klub Sportowy Puszcza Niepołomice – polski klub piłkarski z siedzibą w Niepołomicach założony w 1923 roku, w sezonie 2025/2026 występujący w I lidze.

## Sukcesy
- 12. miejsce w Ekstraklasie – 2023/24
- 1/2 finału Pucharu Polski – 2024/25.

## Historia

### 1923–1939
Puszcza Niepołomice pierwotnie nosiła nazwę Klub Sportowy „Niepołomianka”. Zespół został powołany do życia z inicjatywy burmistrza Andrzeja Wimera oraz Stanisława Ziemby, Władysława Iwańskiego, Stanisława Brudnika, i Adolfa Engla.
Pierwszym prezesem KS Niepołomianka był Władysław Iwański. W skład ówczesnego zarządu wchodził także skarbnik Stanisław Brudnik oraz kierownik drużyny – Stanisław Ziemba.
Niemal równocześnie z Niepołomianką powstał w mieście drugi klub stworzony przez lokalną społeczność żydowską. Klub ten przyjął nazwę Żydowski Klub Sportowy „Puszcza”. Klub ten zakończył jednak swoją działalność już w 1926.
Kluby Niepołomianki oraz Puszczy rozegrały między sobą oficjalnie jeden mecz. Został on rozegrany latem 1923. Zwyciężyła drużyna Puszczy wynikiem 6:1.
W ostatni dzień starego roku 1923 KS „Niepołomianka” urządziła pierwszy po wojnie bal sylwestrowy w sali „Sokoła”. Całkowity dochód z zabawy został przeznaczony na zakup sprzętu sportowego do klubu. To wtedy właśnie zdecydowano się nabyć białe kostiumy z niebieskimi kołnierzykami i niebieskimi mankietami.
Wiosną 1926 przestaje istnieć Żydowski Klub Sportowy „Puszcza”. W dalszej kolejności następuje fuzja Puszczy i Niepołomiczanki. Z połączenia klubów powstaje nowy Amatorski Klub Sportowy Niepołomice, który działa do 1930. Inicjatorem fuzji był prawdopodobnie J. Szubert, a przez cały okres od 1926 do 1930 prezesem był Stanisław Brudnik.

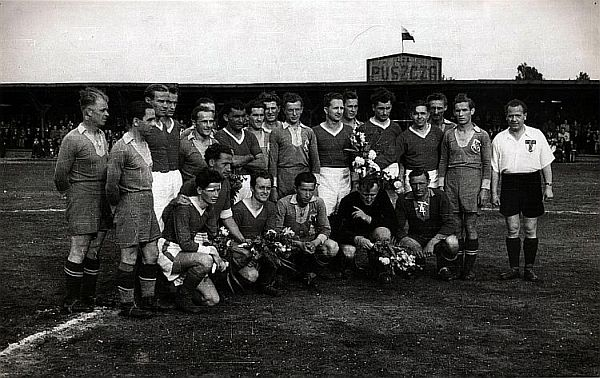
Drużyna Puszczy Niepołomice przed II wojną światową

Za namową Henryka Liechtensteina wiosną 1930 – 4 lata po dokonanej fuzji – AKS Niepołomice nawiązuje ścisłą współpracę ze Związkiem Strzeleckim. W związku z tym, klub przyjmuje nową nazwę Klub Sportowy „Strzelec” Niepołomice i wstępuje oficjalnie do Polskiego Związku Piłki Nożnej i zaczął uczestniczyć w rozgrywkach o mistrzostwo klasy „C”. Już w 1931 klub był bardzo bliski awansu do klasy „B”, ale przegrał ostatni mecz sezonu z KS Wieliczanka 1:3. Aż do wybuchu wojny, zespołowi z Niepołomic nie udało się uzyskać awansu do „B” klasy.

### 1945–2010
Po wyzwoleniu Niepołomic 11 stycznia 1945 spod niemieckiej okupacji, przystąpiono do odbudowy miasta, jak i klubu.
W dniu 9 maja 1948 Witold Ekiert – wiceburmistrz Niepołomic – został mianowany na prezesa klubu. Wraz z wyborem nowego prezesa, nastąpiła kolejna już zmiana nazwy klubu. Wraz ze Związkiem Samopomocy Chłopskiej zdecydowano o zmianie nazwy z AKS Niepołomice na LZS Puszcza. Nowa nazwa klubu utrzymywała się przez następne długie lata (aż do połowy lat 90.). Nowa nazwa klubu powiązana była także ze zmianą kolorystyki strojów. Wtedy też pojawiły się na strojach barwy żółto-zielone.
W tym samym okresie (lata 90.) zmieniono statut i klub Puszcza przeszła pod patronat Urzędu Miasta i Gminy, mając od tego czasu oficjalny szyld: Miejski Klub Sportowy „Puszcza” Niepołomice. Nazwa ta wykorzystywana jest do teraz.

### 2010–
W 2010 r. zespół wywalczył awans do II ligi. W sezonie 2011/12 zajął 3. miejsce w II lidze i awansował do 1/16 finału Pucharu Polski. W sezonie 2012/2013 po remisie 1:1 z Concordią Elbląg (9 czerwca 2013) drużyna wywalczyła historyczny awans do I ligi, który zbiegł się z jubileuszem 90-lecia istnienia klubu. W lipcu 2021 zarządzanie nad Puszczą przejęła spółka Niepołomicki Sport.
W sezonie 2022/23 Puszcza zajęła 5. miejsce w I lidze, czym zakwalifikowała się do baraży o awans do Ekstraklasy. 6 czerwca 2023 zwyciężyła w półfinale 4:1 z Wisłą Kraków, a 11 czerwca 2023 wygrała 3:2 po dogrywce w finale baraży z Bruk-Bet Termalicą Nieciecza, dzięki czemu pierwszy raz w historii wywalczyła awans do Ekstraklasy, który zbiegł się z jubileuszem 100-lecia istnienia klubu. W swoim pierwszym meczu na tymże szczeblu, 23 lipca 2023 przegrała 2:3 przeciwko Widzewowi Łódź. 7 sierpnia 2023 roku, w trzeciej kolejce rozgrywek, Puszcza odniosła pierwsze, historyczne zwycięstwo w Ekstraklasie, pokonując 1:0 Stal Mielec.

## Sezony
| Poziomy rozgrywkowe | Poziomy rozgrywkowe | Poziomy rozgrywkowe | Poziomy rozgrywkowe | Poziomy rozgrywkowe | Poziomy rozgrywkowe | Poziomy rozgrywkowe | Sezony, opis | Sezony, opis     | Sezony, opis | Sezony, opis | Sezony, opis | Sezony, opis | Sezony, opis                  | Sezony, opis |
| I                   | II                  | III                 | IV                  | V                   | VI                  | VII                 | Sezon        | Liga             | Poz.         | Pkt.         | Bramki       | Z/R/P        | Uwagi                         | Nazwa        |
| ------------------- | ------------------- | ------------------- | ------------------- | ------------------- | ------------------- | ------------------- | ------------ | ---------------- | ------------ | ------------ | ------------ | ------------ | ----------------------------- | ------------ |
| MP                  | MO                  |                     |                     |                     |                     |                     | 1946         | b.d.             | b.d.         | b.d.         | b.d.         | b.d.         |                               | KS Puszcza   |
| MP                  | A                   | B                   | C                   |                     |                     |                     | 1947         | b.d.             | b.d.         | b.d.         | b.d.         | b.d.         |                               | KS Puszcza   |
| 1                   | A                   | B                   | C                   |                     |                     |                     | 1948         | b.d.             | b.d.         | b.d.         | b.d.         | b.d.         |                               | LZS Puszcza  |
| 1                   | 2                   | A                   | B                   | C                   |                     |                     | 1949         | b.d.             | b.d.         | b.d.         | b.d.         | b.d.         |                               | LZS Puszcza  |
| 1                   | 2                   | A                   | B                   | C                   |                     |                     | 1949/50      | b.d.             | b.d.         | b.d.         | b.d.         | b.d.         |                               | LZS Puszcza  |
| 1                   | 2                   | KW                  | KP                  |                     |                     |                     | 1951         | b.d.             | b.d.         | b.d.         | b.d.         | b.d.         |                               | LZS Puszcza  |
| 1                   | 2                   | 1KW                 | 2KW                 |                     |                     |                     | 1952         | b.d.             | b.d.         | b.d.         | b.d.         | b.d.         |                               | LZS Puszcza  |
| 1                   | 2                   | 3                   | A                   | B                   | C                   |                     | 1953         | b.d.             | b.d.         | b.d.         | b.d.         | b.d.         |                               | LZS Puszcza  |
| 1                   | 2                   | 3                   | A                   | B                   | C                   |                     | 1954         | b.d.             | b.d.         | b.d.         | b.d.         | b.d.         |                               | LZS Puszcza  |
| 1                   | 2                   | 3                   | A                   | B                   | C                   |                     | 1955         | b.d.             | b.d.         | b.d.         | b.d.         | b.d.         |                               | LZS Puszcza  |
| 1                   | 2                   | 3                   | A                   | B                   | C                   |                     | 1956         | b.d.             | b.d.         | b.d.         | b.d.         | b.d.         |                               | LZS Puszcza  |
| 1                   | 2                   | 3                   | A                   | B                   | C                   |                     | 1957         | Klasa A          | 15(15)       | 19           | b.d.         | b.d.         | Zejście                       | LZS Puszcza  |
| 1                   | 2                   | 3                   | A                   | B                   | C                   |                     | 1958         | (Klasa B)        | b.d.         | b.d.         | b.d.         | b.d.         |                               | LZS Puszcza  |
| 1                   | 2                   | O                   | A                   | B                   | C                   |                     | 1959         | b.d.             | b.d.         | b.d.         | b.d.         | b.d.         |                               | LZS Puszcza  |
| 1                   | 2                   | O                   | A                   | B                   | C                   |                     | 1960         | Klasa A          | 10(11)       | 16           | b.d.         | b.d.         | Zejście                       | LZS Puszcza  |
| 1                   | 2                   | O                   | A                   | B                   | C                   |                     | 1960/61      | b.d.             | b.d.         | b.d.         | b.d.         | b.d.         |                               | LZS Puszcza  |
| 1                   | 2                   | O                   | A                   | B                   | C                   |                     | 1961/62      | b.d.             | b.d.         | b.d.         | b.d.         | b.d.         |                               | LZS Puszcza  |
| 1                   | 2                   | O                   | A                   | B                   | C                   |                     | 1962/63      | b.d.             | b.d.         | b.d.         | b.d.         | b.d.         |                               | LZS Puszcza  |
| 1                   | 2                   | O                   | A                   | B                   | C                   |                     | 1963/64      | b.d.             | b.d.         | b.d.         | b.d.         | b.d.         |                               | LZS Puszcza  |
| 1                   | 2                   | O                   | A                   | B                   | C                   |                     | 1964/65      | b.d.             | b.d.         | b.d.         | b.d.         | b.d.         |                               | LZS Puszcza  |
| 1                   | 2                   | O                   | A                   | B                   | C                   |                     | 1965/66      | b.d.             | b.d.         | b.d.         | b.d.         | b.d.         | Reorganizacja ligi            | LZS Puszcza  |
| 1                   | 2                   | 3                   | O                   | A                   | B                   | C                   | 1966/67      | b.d.             | b.d.         | b.d.         | b.d.         | b.d.         |                               | LZS Puszcza  |
| 1                   | 2                   | 3                   | O                   | A                   | B                   | C                   | 1967/68      | b.d.             | b.d.         | b.d.         | b.d.         | b.d.         |                               | LZS Puszcza  |
| 1                   | 2                   | 3                   | O                   | A                   | B                   | C                   | 1968/69      | b.d.             | b.d.         | b.d.         | b.d.         | b.d.         |                               | LZS Puszcza  |
| 1                   | 2                   | 3                   | O                   | A                   | B                   | C                   | 1969/70      | b.d.             | b.d.         | b.d.         | b.d.         | b.d.         |                               | LZS Puszcza  |
| 1                   | 2                   | 3                   | O                   | A                   | B                   | C                   | 1970/71      | b.d.             | b.d.         | b.d.         | b.d.         | b.d.         |                               | LZS Puszcza  |
| 1                   | 2                   | 3                   | O                   | A                   | B                   | C                   | 1971/72      | b.d.             | b.d.         | b.d.         | b.d.         | b.d.         |                               | LZS Puszcza  |
| 1                   | 2                   | 3                   | A                   | A                   | B                   | C                   | 1972/73      | b.d.             | b.d.         | b.d.         | b.d.         | b.d.         | Reorganizacja ligi            | LZS Puszcza  |
| 1                   | 2                   | O                   | A                   | B                   | C                   |                     | 1973/74      | b.d.             | b.d.         | b.d.         | b.d.         | b.d.         |                               | LZS Puszcza  |
| 1                   | 2                   | KW                  | KMP                 | KP                  |                     |                     | 1974/75      | b.d.             | b.d.         | b.d.         | b.d.         | b.d.         |                               | LZS Puszcza  |
| 1                   | 2                   | KW                  | KMP                 | KP                  |                     |                     | 1975/76      | b.d.             | b.d.         | b.d.         | b.d.         | b.d.         | Reorganizacja ligi            | LZS Puszcza  |
| 1                   | 2                   | 3                   | A                   | B                   | C                   |                     | 1976/77      | b.d.             | b.d.         | b.d.         | b.d.         | b.d.         |                               | LZS Puszcza  |
| 1                   | 2                   | 3                   | A                   | B                   | C                   |                     | 1977/78      | b.d.             | b.d.         | b.d.         | b.d.         | b.d.         |                               | LZS Puszcza  |
| 1                   | 2                   | 3                   | A                   | B                   | C                   |                     | 1978/79      | b.d.             | b.d.         | b.d.         | b.d.         | b.d.         |                               | LZS Puszcza  |
| 1                   | 2                   | 3                   | A                   | B                   | C                   |                     | 1979/80      | Klasa Agr.II     | 11(14)       | 22           | 39:51        | b.d.         | Reorganizacja ligi po sezonie | LZS Puszcza  |
| 1                   | 2                   | 3                   | O                   | A                   | B                   |                     | 1980/81      | Klasa Agr.II     | 7(14)        | 24           | 45:36        | b.d.         | [ 10 ]                        | LZS Puszcza  |
| 1                   | 2                   | 3                   | O                   | A                   | B                   |                     | 1981/82      | Klasa Agr.II     | 2(14)        | 33           | 62:27        | b.d.         |                               | LZS Puszcza  |
| 1                   | 2                   | 3                   | O                   | A                   | B                   |                     | 1982/83      | Klasa Agr.III    | 2(12)        | 29           | 49:31        | b.d.         |                               | LZS Puszcza  |
| 1                   | 2                   | 3                   | O                   | A                   | B                   |                     | 1983/84      | Klasa Agr.III    | 9(11)        | 17           | 13:17        | b.d.         |                               | LZS Puszcza  |
| 1                   | 2                   | 3                   | O                   | A                   | B                   |                     | 1984/85      | Klasa Agr.III    | 2(12)        | 29           | 41:27        | b.d.         |                               | LZS Puszcza  |
| 1                   | 2                   | 3                   | O                   | A                   | B                   | C                   | 1985/86      | Klasa Agr.III    | 9(14)        | 26           | 38:31        | b.d.         |                               | LZS Puszcza  |
| 1                   | 2                   | 3                   | O                   | A                   | B                   | C                   | 1986/87      | Klasa Agr.III    | 4(13)        | 28           | 51-38        | b.d.         |                               | LZS Puszcza  |
| 1                   | 2                   | 3                   | O                   | A                   | B                   | C                   | 1987/88      | Klasa Agr.III    | 8(12)        | 21           | 35:33        | b.d.         |                               | LZS Puszcza  |
| 1                   | 2                   | 3                   | O                   | A                   | B                   | C                   | 1988/89      | Klasa Agr.III    | 11(12)       | 15           | 25:49        | b.d.         | Zejście                       | LZS Puszcza  |
| 1                   | 2                   | 3                   | O                   | A                   | B                   | C                   | 1989/90      | Klasa B          | b.d.         | b.d.         | b.d.         | b.d.         |                               | LZS Puszcza  |
| 1                   | 2                   | 3                   | O                   | A                   | B                   | C                   | 1990/91      | Klasa B          | b.d.         | b.d.         | b.d.         | b.d.         |                               | LZS Puszcza  |
| 1                   | 2                   | 3                   | O                   | A                   | B                   | C                   | 1991/92      | Klasa B          | b.d.         | b.d.         | b.d.         | b.d.         |                               | LZS Puszcza  |
| 1                   | 2                   | 3                   | O                   | A                   | B                   | C                   | 1992/93      | Klasa B          | b.d.         | b.d.         | b.d.         | b.d.         |                               | LZS Puszcza  |
| 1                   | 2                   | 3                   | O                   | A                   | B                   | C                   | 1993/94      | Klasa B          | b.d.         | b.d.         | b.d.         | b.d.         |                               | LZS Puszcza  |
| 1                   | 2                   | 3                   | O                   | A                   | B                   | C                   | 1994/95      | Klasa B          | b.d.         | b.d.         | b.d.         | b.d.         |                               | LZS Puszcza  |
| 1                   | 2                   | 3                   | O                   | A                   | B                   |                     | 1995/96      | Klasa A          | b.d.         | b.d.         | b.d.         | b.d.         | Reorganizacja ligi po sezonie | LZS Puszcza  |
| 1                   | 2                   | 3                   | 4                   | O                   | A                   | B                   | 1996/97      | Klasa A          | b.d.         | b.d.         | b.d.         | b.d.         |                               | LZS Puszcza  |
| 1                   | 2                   | 3                   | 4                   | O                   | A                   | B                   | 1997/98      | Klasa A          | b.d.         | b.d.         | b.d.         | b.d.         |                               | LZS Puszcza  |
| 1                   | 2                   | 3                   | 4                   | O                   | A                   | B                   | 1998/99      | Klasa Agr.II     | 1(14)        | 62           | 65:22        | b.d.         | Wejście                       | LZS Puszcza  |
| 1                   | 2                   | 3                   | 4                   | O                   | A                   | B                   | 1999/00      | Kl.Okr.Krakowska | 9(17)        | 41           | 41:42        | 12/5/15      |                               | LZS Puszcza  |
| 1                   | 2                   | 3                   | 4                   | O                   | A                   | B                   | 2000/01      | Kl.Okr.Krakowska | 3(16)        | 59           | 64:26        | 18/5/7       |                               | MKS Puszcza  |
| 1                   | 2                   | 3                   | 4                   | O                   | A                   | B                   | 2001/02      | Kl.Okr.Krakowska | 1(16)        | 70           | 84:31        | b.d.         | Wejście                       | MKS Puszcza  |
| 1                   | 2                   | 3                   | 4                   | O                   | A                   | B                   | 2002/03      | IV LigaKrakowska | 10(18)       | 45           | 41:35        | 11/12/11     |                               | MKS Puszcza  |
| 1                   | 2                   | 3                   | 4                   | O                   | A                   | B                   | 2003/04      | IV LigaKrakowska | 8(17)        | 42           | 39:43        | 11/9/12      |                               | MKS Puszcza  |
| 1                   | 2                   | 3                   | 4                   | O                   | A                   | B                   | 2004/05      | IV LigaKrakowska | 5(16)        | 48           | 44:33        | 14/6/10      |                               | MKS Puszcza  |
| 1                   | 2                   | 3                   | 4                   | O                   | A                   | B                   | 2005/06      | IV LigaKrakowska | 1(16)        | 71           | 74:22        | 22/5/3       | Przegrane baraże o III Ligę   | MKS Puszcza  |
| 1                   | 2                   | 3                   | 4                   | O                   | A                   | B                   | 2006/07      | IV LigaMałop.    | 5(18)        | 58           | 69:33        | 17/7/10      |                               | MKS Puszcza  |
| 1                   | 2                   | 3                   | 4                   | O                   | A                   | B                   | 2007/08      | IV LigaMałop.    | 2(18)        | 73           | 67:27        | 22/7/5       | Po sezonie reforma rozgrywek. | MKS Puszcza  |
| E                   | 1                   | 2                   | 3                   | 4                   | O                   | A                   | 2008/09      | III Ligagr. VII  | 5(16)        | 49           | 55:31        | 14/7/9       |                               | MKS Puszcza  |
| E                   | 1                   | 2                   | 3                   | 4                   | O                   | A                   | 2009/10      | III Ligagr. VII  | 1(18)        | 70           | 62:27        | 22/4/8       | Wejście                       | MKS Puszcza  |
| E                   | 1                   | 2                   | 3                   | 4                   | O                   | A                   | 2010/11      | II Ligawsch.     | 17(18)       | 26           | 31:47        | 5/11/18      |                               | MKS Puszcza  |
| E                   | 1                   | 2                   | 3                   | 4                   | O                   | A                   | 2011/12      | II Ligawsch.     | 3(18)        | 52           | 41:30        | 15/7/8       |                               | MKS Puszcza  |
| E                   | 1                   | 2                   | 3                   | 4                   | O                   | A                   | 2012/13      | II Ligawsch.     | 2(18)        | 70           | 61:35        | 21/7/6       | Wejście                       | MKS Puszcza  |
| E                   | 1                   | 2                   | 3                   | 4                   | O                   | A                   | 2013/14      | I Liga           | 16(18)       | 33           | 37:56        | 8/9/17       | Zejście                       | MKS Puszcza  |
| E                   | 1                   | 2                   | 3                   | 4                   | O                   | A                   | 2014/15      | II Liga          | 15(18)       | 36           | 37:43        | 8/12/14      | [ 13 ]                        | MKS Puszcza  |
| E                   | 1                   | 2                   | 3                   | 4                   | O                   | A                   | 2015/16      | II Liga          | 7(18)        | 50           | 40:29        | 12/14/8      |                               | MKS Puszcza  |
| E                   | 1                   | 2                   | 3                   | 4                   | O                   | A                   | 2016/17      | II Liga          | 3(18)        | 62           | 42:24        | 17/11/6      | Wejście                       | MKS Puszcza  |
| E                   | 1                   | 2                   | 3                   | 4                   | O                   | A                   | 2017/18      | I Liga           | 12(18)       | 44           | 38:38        | 11/11/12     |                               | MKS Puszcza  |
| E                   | 1                   | 2                   | 3                   | 4                   | O                   | A                   | 2018/19      | I Liga           | 9(18)        | 44           | 37:45        | 12/8/14      |                               | MKS Puszcza  |
| E                   | 1                   | 2                   | 3                   | 4                   | O                   | A                   | 2019/20      | I Liga           | 8(18)        | 48           | 36:37        | 13/9/12      |                               | MKS Puszcza  |
| E                   | 1                   | 2                   | 3                   | 4                   | O                   | A                   | 2020/21      | I Liga           | 13(18)       | 37           | 32:46        | 10/7/17      |                               | MKS Puszcza  |
| E                   | 1                   | 2                   | 3                   | 4                   | O                   | A                   | 2021/22      | I Liga           | 14(18)       | 37           | 41:50        | 10/7/17      |                               | MKS Puszcza  |
| E                   | 1                   | 2                   | 3                   | 4                   | O                   | A                   | 2022/23      | I Liga           | 5(18)        | 58           | 49:36        | 16/10/8      | Wygrane baraże o awans        | MKS Puszcza  |
| E                   | 1                   | 2                   | 3                   | 4                   | O                   | A                   | 2023/24      | Ekstraklasa      | 12(18)       | 40           | 39:49        | 9/13/12      |                               | MKS Puszcza  |
| E                   | 1                   | 2                   | 3                   | 4                   | O                   | A                   | 2024/25      | Ekstraklasa      | 18(18)       | 28           | 37:63        | 6/10/18      | Zejście                       | MKS Puszcza  |

## Stadion

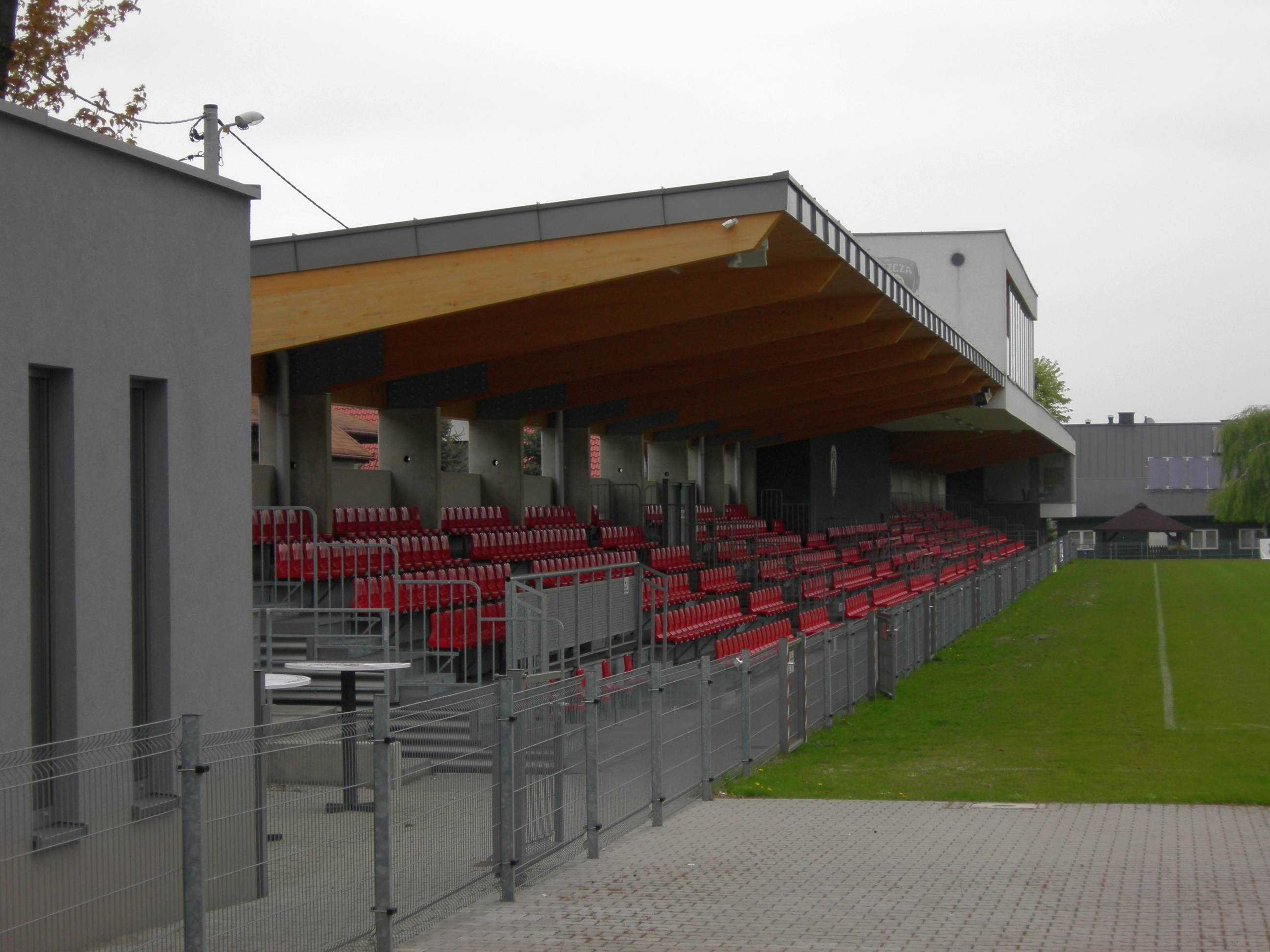
Stadion Miejski w Niepołomicach

Puszcza swoje spotkania ligowe rozgrywa na Stadionie Miejskim w Niepołomicach. Obiekt został częściowo zmodernizowany w latach 2014–2015 w celu spełnienia wymogów w rozgrywkach, a w 2018 zamontowano sztuczne oświetlenie. Przed sezonem 2023/2024 stadion Puszczy Niepołomice nie spełniał wymogów PZPN i UEFA, żeby rozegrać na nim mecze w ramach Ekstraklasy – pierwszy mecz w Ekstraklasie w Niepołomicach Puszcza rozegrała w marcu 2025.
- Pojemność: 2.118 miejsc (z czego 1050 pod dachem)
- Oświetlenie: 1600 lx
- Boisko: 105 × 68 m
- Podgrzewana murawa (od lipca 2021)

## Skład drużyny
Stan na 25 lutego 2025.
| Nr | Poz. | Piłkarz                                |
| -- | ---- | -------------------------------------- |
| 1  | BR   | Kewin Komar                            |
| 3  | OB   | Roman Jakuba                           |
| 4  | OB   | Dawid Szymonowicz                      |
| 5  | OB   | Konrad Stępień                         |
| 6  | PO   | Jani Atanasow (wypożyczony z Cracovii) |
| 7  | PO   | Antoni Klimek                          |
| 8  | PO   | Piotr Mroziński                        |
| 9  | NA   | Artur Siemaszko                        |
| 10 | NA   | Hubert Tomalski                        |
| 11 | NA   | Mateusz Cholewiak                      |
| 12 | NA   | Mateusz Stępień                        |
| 14 | PO   | Jakub Serafin (kapitan)                |
| 17 | PO   | Mateusz Radecki                        |
| 18 | OB   | Michal Sipľak                          |
| 19 | PO   | Jakub Stec                             |
| 20 | OB   | Filip Gil                              |

| Nr | Poz. | Piłkarz                                    |
| -- | ---- | ------------------------------------------ |
| 22 | OB   | Artur Crăciun                              |
| 23 | OB   | Patryk Kieliś                              |
| 24 | PO   | Jakov Blagaić                              |
| 27 | OB   | Łukasz Sołowiej                            |
| 28 | PO   | Igor Pieprzyca                             |
| 29 | NA   | Krystian Okoniewski                        |
| 31 | BR   | Michał Perchel                             |
| 33 | OB   | Dawid Abramowicz                           |
| 35 | NA   | Michalis Kosidis (wypożyczony z AEK Ateny) |
| 41 | BR   | Kacper Smok                                |
| 45 | NA   | Rok Kidrič                                 |
| 47 | PO   | Adam Sendor                                |
| 63 | NA   | Herman Barkouski                           |
| 67 | PO   | Ioan-Călin Revenco                         |
| 77 | BR   | Dawid Kogut                                |
| 88 | PO   | Gieorgij Żukow                             |

### Piłkarze na wypożyczeniu
| Nr | Poz. | Piłkarz                                                 |
| -- | ---- | ------------------------------------------------------- |
|    | PO   | Michał Walski (w Stali Stalowa Wola do 30 czerwca 2025) |

## Żeńska sekcja piłki nożnej
24 kwietnia 2015 powstała w klubie żeńska sekcja piłki nożnej. Piłkarki w 2017 po barażu z Pogorzanką Pogorzyce wygranym 9:0 i 1:0 awansowały do III ligi - od 2020 roku III ligi makroregionalnej.
Sukcesy:
- Awans do III ligi – 2017 rok

- 18.09.2019 rozegrany został mecz finałowy Pucharu Polski na szczeblu Małopolskim pomiędzy Podgórzem Kraków a Puszczą Niepołomice. Mecz zakończył się wygraną Podgórza Kraków po serii rzutów karnych. Wynik: Podgórze Kraków 2-2 (5:4 k) Puszcza Niepołomice[22].

Piłkarki występują również w I Polskiej Lidze Futsalu Kobiet. Obecnie w ramach szkolenia dziewcząt prowadzone są również drużyny młodzieżowe oraz II drużyna, złożona głównie z juniorek, występująca w V lidze małopolskiej.